# František I. Rákóczi
František I. Rákóczi (maďarsky I. Rákóczi Ferenc, 24. února 1645, Gyulafehérvár/Alba Iulia, Sedmihradsko – 8. července 1676, Zborov) byl uherský šlechtic z významného rodu Rákócziů, kníže Sedmihradska a otec maďarského národního hrdiny a Františka II. Rákócziho.

## Život
František I. Rákóczi byl synem sedmihradského knížete Jiřího II. Rákócziho (1621–1660) a jeho manželky Žofie Báthoryové. Rákócziové byli protestanti, a aby se Žofie Báthoryová za Jiřího II. mohla provdat, musela konvertovat. Po jeho smrti se však vrátila ke katolické církvi a podporovala protireformaci. Také František se stal katolíkem a získal si přízeň Habsburků.
Ještě za života svého otce, 18. února 1652, byl František sedmihradskými stavy v Karlovském Bělehradě zvolen sedmihradským knížetem. Kvůli neúspěšnému výpadu do Polska v roce 1657 byl jeho otec Osmany sesazen z trůnu a Rákócziové byli zbaveni moci. Jiří se pokusil vojensky získat zpět sedmihradský trůn, ale zemřel v roce 1660 po bitvě s osmanskou armádou. František byl tak nucen stáhnout se na rodová panství v Uhrách.
1. března 1666 se František oženil s chorvatskou hraběnkou Helenou Zrínskou a zúčastnil se magnátského spiknutí vedeného Františkem Vešelényim. Jedním z vůdců byl také tchán Františka Rákocziho, Petr Zrinský. František se brzy stal jedním z vůdců a v roce 1670 vedl ozbrojené povstání v Tokaji. Povstání bylo rychle potlačeno a František byl zajat na zámku své matky. Všichni vůdci povstání byli popraveni, jen František Rákóczi byl ušetřen, neboť jeho matka Žofie mu díky kontaktům s jezuity dokázala zachránit život. Jak je patrné z dohody s císařem Leopoldem I. z 21. února 1671, zaplatila do císařské pokladny neuvěřitelné výkupné 400 000 zlatých. František I. se poté stáhl na svůj hrad Zborov na Makovickém panství na území dnešního východního Slovenska a zavázal se, že už nebude politizovat a nebude zastávat veřejné funkce. Zde zemřel 8. července 1676 a byl pohřben v tehdy jezuitském kostele Nejsvětější Trojice v Košicích.

### Manželství a potomstvo

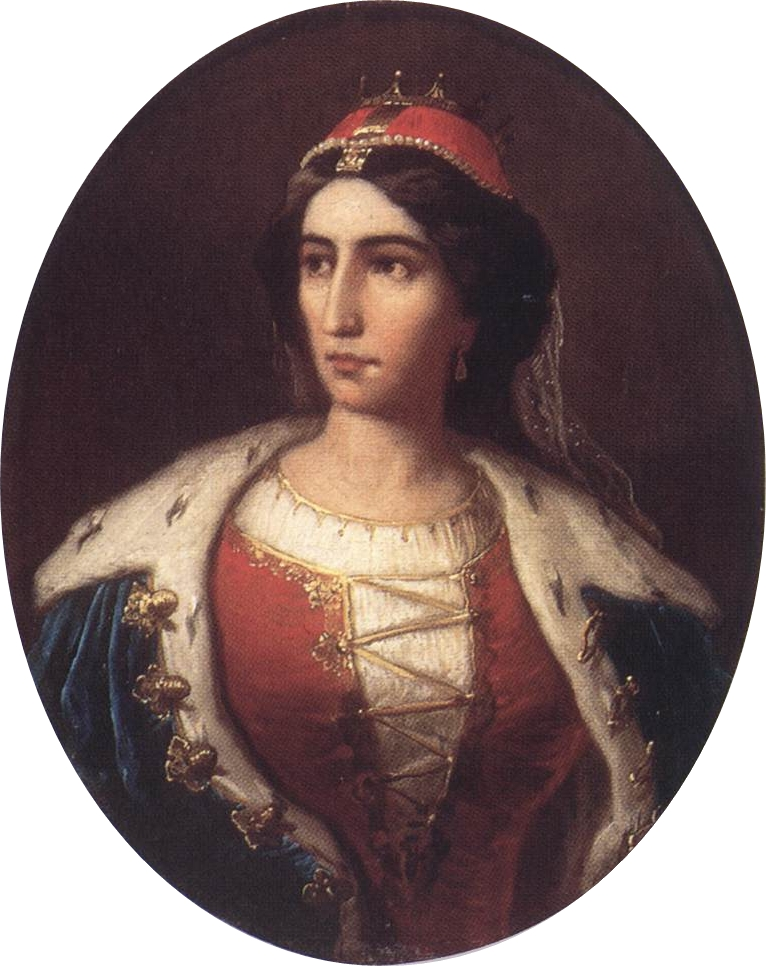
Manželka Františka I. Helena Zrínská (1643–1703)

1. března 1666 se František oženil s chorvatskou hraběnkou Helenou Zrínskou. Z jejich manželství se narodily tři děti:
- Jiří (György, *1667, zemřel jako dítě)
- Juliana Barbora (Julianna Borbála, září 1672 – 26. května 1717)
- František (1676–1735), pozdější vůdce kuruců a povstání proti panovníkovi, maďarský národní hrdina. František II. se narodil tři měsíce před otcovou smrtí a stal se nejobávanějším protihabsburským povstalcem své doby.

Ovdovělá Helena se později znovu provdala za knížete a povstalce Imricha Tökölyho.